# RV Zeeleeuw
Le RV Zeeleeuw (« Lion de mer » en néerlandais) était un navire océanographique opérationnel en mer du Nord et appartenant au gouvernement flamand. En 2013, il est offert à l'État kényan pour effectuer le même type d'opération dans l'océan Indien et rebaptisé RV Mtafiti (« Chercheur » en swahili).

## Historique
Lancé par le DAB Vlooten en 1977 comme bateau pilote, notamment pour le port d'Anvers, et battant le pavillon gouvernemental belge, il est transformé, en 2001 et par son armateur, en navire océanographique, toujours battant pavillon gouvernemental belge, opérant dans la partie sud de la mer du Nord et dans la partie est de la Manche.
En 2012, il est remplacé par le RV Simon Stevin d'un tirant d'eau de 3,5 m ce qui permet à ce dernier une accessibilité optimale dans les eaux côtières peu profondes.
Le 3 mai 2013, à la suite d'un accord entre le Vlaams Instituut voor de Zee et le Kenya Marine and Fisheries Research Institute, celui-ci est offert, par le gouvernement de la Région flamande au gouvernement kényan.
Après rénovation, il est commissionné le 27 janvier 2014 par le président Uhuru Kenyatta sous le nom de RV Mtafiti (« Chercheur » en swahili) avec, pour but principal, la fonction de repérer les bancs de poissons dans la zone économique exclusive kényane au profit des pêcheurs kényans et bat dorénavant le pavillon gouvernemental kényan.

## Caractéristiques
La propulsion est assurée par deux moteurs diesel 4 temps à 6 cylindres suralimenté avec réfrigérant d'air construit par Anglo Belgian Corporation développant ensemble une puissance de 1 609 ch (1 192 kWm) et permettant une vitesse de 30 nœuds.